# Меликьян, Геннадий Георгиевич
Генна́дий Гео́ргиевич Меликья́н (родился 27 ноября 1947 года в городе Кропоткине Краснодарского края) — российский экономист, государственный деятель, член консультативного совета ЦБ РФ, старший независимый директор, член наблюдательного совета Сбербанка. Бывший министр труда Российской Федерации, бывший заместитель председателя Центрального банка России, председатель комитета банковского надзора ЦБ РФ, бывший заместитель председателя правления Сбербанка. Депутат Государственной Думы РФ первого созыва (1993—1995).

## Биография
В возрасте тринадцати лет в 1960 году начал серьёзно заниматься лёгкой атлетикой в Детско-юношеской спортивной школе № 1 в Ростове-на-Дону, проходил подготовку под руководством заслуженных тренеров Т. В. Прохорова и В. М. Ягодина. Добился больших успехов в прыжках с шестом на юниорском уровне: побеждал на Спартакиаде школьников СССР (1965), участвовал в Европейских юниорских легкоатлетических играх в Одессе (1966), был лучшим на первенствах центрального совета добровольного спортивного общества «Буревестник» (1967, 1968), на молодёжном первенстве СССР (1967). Рекордсмен СССР среди юношей (4,44), рекордсмен Москвы в помещении (5,03) и на стадионе (4,95). 7 марта 1971 года стал первым московским шестовиком, сумевшим преодолеть высоту в 5 метров. Мастер спорта СССР по лёгкой атлетике.
В 1965—1969 годах учился в Ростовском институте сельскохозяйственного машиностроения.
Окончил экономический факультет Московского государственного университета им. М. В. Ломоносова (1974), аспирантуру экономического факультета МГУ (1977), кафедру политической экономии. Кандидат экономических наук. Диссертация: «Конечный общественный продукт социалистического производства», 1979 г.
Действительный член Академии социальных наук, профессор экономического факультета МГУ им. М. В. Ломоносова.
- В 1977—1983 — ведущий экономист, начальник сектора Сводного отдела по труду и социальным вопросам Государственного комитета Совета министров СССР по труду и социальным вопросам.
- В 1983—1986 — помощник председателя Комитета, заместитель начальника Отдела организации, нормирования и производительности труда Государственного комитета Совета министров СССР по труду и социальным вопросам.
- В 1986—1989 — помощник заместителя председателя Совета министров СССР.
- В 1989—1991 — заместитель заведующего Сводным отделом экономической реформы, заведующий Сводным отделом экономической реформы Государственной комиссии Совета министров СССР по экономической реформе.
- В мае — декабре 1991 — заместитель председателя Государственного совета по экономической реформе.
- В 1991—1992 — вице-президент, член Правления Международного фонда экономических и социальных реформ Фонд «Реформа» (фонд Шаталина С. С.).
- В 1992—1996 — министр труда Российской Федерации[4][5].
- С 1993 по 1995 год — депутат Государственной Думы РФ первого созыва по списку Партии российского единства и согласия (ПРЕС). Член фракции ПРЕС, член Комитета ГД по труду и социальной поддержке.
- В 1995 году вошёл в состав Оргкомитета черномырдинской политической организации «Наш дом — Россия» (НДР).
- В 1996—1997 — министр труда и социального развития Российской Федерации.[6][7]
- В 1996 году вошёл в состав президиума Правительства России, являлся членом Комиссии Правительства РФ по оперативным вопросам, был заместителем председателя Межведомственной комиссии по делам несовершеннолетних при Правительстве РФ, председателем Комиссии по вопросам международной гуманитарной и технической помощи при Правительстве РФ.
- В 1997 году — председатель Межведомственной комиссии по координации деятельности в сфере реабилитации инвалидов, заместитель председателя Межведомственной комиссии по реформе системы государственного социального страхования в РФ, входил в состав Комиссии по вопросам улучшения положения женщин (заместитель председателя). В 1997 году был представителем РФ в Исполнительном комитете Сообщества России и Белоруссии.
- В 1997—2003 — заместитель председателя правления Акционерного коммерческого Сберегательного банка России.
- С апреля 2003 — заместитель председателя Банка России — руководитель Главной инспекции кредитных организаций Центрального банка России.
- 2004 — член Совета директоров ГК «Агентство по страхованию вкладов».
- С сентября 2006 по 2011 год — первый заместитель Председателя Банка России, одновременно — председатель Комитета банковского надзора Центрального банка России (назначен после гибели предыдущего председателя Андрея Козлова). Подал в отставку 4 августа 2011 года по собственному желанию.
- С 2012 года — член консультативного совета при председателе Банка России.
- С 8 июня 2012 года был членом наблюдательного совета ВТБ.
- С ноября 2013 года — советник президента НК «Роснефть» Игоря Сечина.

Входил в совет директоров группы компаний «Автотор». Был одним из разработчиков программ перестройки экономики и перехода к рыночным отношениям, автором первой программы приватизации, предложенной правительству Н. Рыжкова.
В настоящее время является независимым директором, членом комитета по стратегическому планированию Сбербанка. Доля участия в уставном капитале ПАО Сбербанк: 0,0001 %. Доля принадлежащих обыкновенных акций ПАО Сбербанк: 0,0001 %.

## Санкции
26 сентября 2022 года, на фоне вторжения России на Украину, Меликьян включён в санкционный список Великобритании против как действующих, так и бывших членов наблюдательных советов ряда российских банков. 19 февраля 2023 года попал под санкции Украины так как он ведет «коммерческую деятельность в секторах экономики, обеспечивающих существенный источник дохода для правительства России, инициировавшего военные действия и геноцид гражданского населения в Украине».

## Награды и звания
- Орден «За заслуги перед Отечеством» IV степени (6 февраля 2008 года) — за заслуги перед государством в сфере укрепления экономики и совершенствования финансовой системы[10]
- Заслуженный экономист Российской Федерации (16 ноября 2001 года) — за заслуги в области экономики и финансовой деятельности[11]
- Благодарность Президента Российской Федерации (17 июля 1996 года) — за активное участие в организации и проведении выборной кампании Президента Российской Федерации в 1996 году[12]
- Медаль Генеральной Прокуратуры Российской Федерации
- Грамота Правительства Российской Федерации.

## Семья
Женат, имеет двоих детей: сына и дочь. Жена — Елена Меликьян. Сын — Александр. Дочь — Ольга.

## Увлечения
Увлекается большим теннисом. Владеет английским языком.